# クロエ・ダルトン
クロエ・ダルトン（Chloe Dalton、1993年7月11日 - ）は、オーストラリアの女子ラグビー選手でオーストラリアンフットボールの選手。

## プロフィール
- シンガポール出身[2]。
- ポジションはセンター(CTB)。
- 身長 180cm、体重 72kg

## 略歴
2016年、リオ五輪の7人制女子オーストラリア代表に選ばれて金メダルを獲得。